# Madona Cibulkova
Madona zvaná Cibulkova je gotický oboustraně malovaný deskový obraz v držení Národní galerie v Praze. Z jedné strany obrazu je zpodobněna Panna Marie s dětským Ježíšem a z druhé strany obrazu je zpodobnění Kristova obličeje typu Veraikon. Odhaduje se, že obraz vznikl někdy po roce 1436. Autor je neznámý a označení Madona Cibulkova odkazuje na posledního majitele, od kterého byl obraz Národní galerií v roce 1923 zakoupen.

## Rozbor obrazu
Obraz pochází zhruba ze stejné doby jako Svatovítský Veraikon ze svatovítského pokladu. Po většinu času měl být obraz na oltáři otočen stranou s Veraikon k divákům a honosnější jemně zlacená strana obrazu s Madonou měla být ukazována jen během vybraných slavností během roku. Toto jemné zlacení je podle historičky umění Mileny Bartlové také důvodem pro předpokládaný vznik v některé dílně v Praze, protože mimo Prahu tehdy asi nepůsobili takto specializovaní zlatníci. Díky umění těchto zlatníků byly realizovány na první pohled málo zřetelné bodové puncované kresby andělů po stranách Mariiny hlavy. Tato technika deskového malířství (tzv. opus punctorium) měla při tehdejším osvětlení kostela svícemi vytvářet v divákovi zvláštní dojem pohybu.

### Ochránkyně před morem
Andělé nesou také špatně rozpoznatelné nápisové pásky se slovy Regina c[o]eli laetare, česky Raduj se, nebes královno. Jedná se o počáteční slova mariánské antifony a byla použita na vícero obrazech Madon v polopostavě na území Čech. Tato slova měla být narážkou na údajný zázrak, kdy měl mariánský obraz ochránit město Řím od moru. Z Říma mohl první obraz s těmito slovy dovézt do Čech císař Karel IV. a během následných morových ran v Českém království se obliba tohoto typu obrazu mohla dále šířit.

### Formální podobnosti
Kompozice Mariiny postavy může vzdáleně vycházet ze staršího obrazu Madony roudnické od Mistra třeboňského oltáře. Zatímco Madona roudnická je ale typem korunované Madony jako královny (Regina), Madona Cibulkova je typem nekorunované Madony (Beata) a má hlavu zakrytou částí pláště. Srovnání s další madonou z českého prostředí nabízí detail Ježíšovy levé ruky, kterou zdvihá cíp matčina pláště. Tento detail je shodný s Madonou krumlovskou. Dětský Ježíš také v rozporu s přirozeností pohybu obrací k divákovi obě svá chodidla. V českém prostředí se tato zvláštní pozice nohou objevuje v deskové malbě už jen na obrazu Klanění tří králů ze svatojakubského oltáře, který je taktéž součástí sbírek Národní galerie. Ve zpracování záhybů Mariina pláště vidí historik umění Jaroslav Pešina příbuznost s tzv. Reininghausovým triptychem z votivního oltáře z Hýrova, který je opět též uložen v Národní galerii v Praze.
Dalšími příklady oboustranných deskových obrazů s Madonou na jedné a Veraikon na druhé straně jsou Madona svatomášská v Moravské galerii v Brně a Madona vídeňská z Uměleckohistorického muzea.

## Provenience
Obraz dnes známý jako Madona Cibulkova vznikl někdy po roce 1436 pravděpodobně v některé pražské dílně. Někdy před rokem 1730 se objevil v augustiniánském klášterním kostele svatého Jiljí a Panny Marie Královny v Třeboni. Do sbírek Národní galerie v Praze ale přešel prodejem v roce 1923 z rukou M. Cibulky, který byl učitelem v Mezimostí nad Nežárkou. V roce 1969 prošla Madona Cibulkova restaurováním pod vedením Bohuslava Slánského.